# Flughafen Stepanakert

i8
i11
i13
Der Flughafen Stepanakert (armenisch Ստեփանակերտի օդանավակայան, aserbaidschanisch Xankəndi Hava Limanı, russisch Степанакертский аэропорт, ICAO-Code: UBBS) ist der Flughafen von Stepanakert, der Hauptstadt der international nicht anerkannten Republik Arzach, völkerrechtlich ein Bestandteil Aserbaidschans. Er befindet sich etwa acht Kilometer nordöstlich der Stadt, nahe dem Ort Xocalı (Iwanjan) an der Straße nach Martakert. Er war als Heimatflughafen der Fluggesellschaft Arzachs Artsakh Air vorgesehen.

## Piste
Gelegen auf einer Höhe von 610 Metern, besitzt der Flughafen Stepanakert eine Asphaltpiste von 2178 Metern bei einer Breite von 37 Metern.

## Geschichte
Der Flughafen Stepanakert wurde 1974 in der Autonomen Oblast Bergkarabach erbaut. Vor dem Bergkarabachkrieg wurden Flüge nach Jerewan, der armenischen Hauptstadt, und Baku, der aserbaidschanischen Hauptstadt, angeboten. 1991 wurde er im Zuge des Bergkarabachkonflikts von Aserbaidschan geschlossen. Die Streitkräfte Bergkarabach eroberten den Flughafen am 22. Februar 1992 gemeinsam mit dem nahen Xocalı.
Im Krieg ernsthaft beschädigt, wurde der Flughafen 2009 durch die karabachische Regierung renoviert. Die Piste wurde repariert und ein neues Flughafenterminal wurde erbaut. Die Ankündigung ihrer Wiedereröffnung für Mai 2011 führte zu einer Warnung aserbaidschanischer Behörden, nach denen jedes Flugzeug, das auf diesem Flughafen landen wolle, zerstört werden könne. Von Seiten der Verwaltung Arzachs wird das als ein Bruch internationalen Rechts kritisiert. Die Wiedereröffnung wurde dann aus technischen Gründen verschoben und danach regelmäßig angekündigt. Die Zertifizierung des Flughafens wurde am 1. Oktober 2012 bekanntgegeben.

## Zwischenfälle
- Am 1. August 1990 wurde eine aus Jerewan (Armenien) kommende Jakowlew Jak-40 der Aeroflot (Luftfahrzeugkennzeichen CCCP-87453) während des Anflugs auf den Flughafen Stepanakert bei schlechter Sicht gegen einen Berg geflogen. Keiner der 46 Insassen überlebte diesen CFIT (Controlled flight into terrain).[9]